# Julian Lino
Pour les articles homonymes, voir Lino.
Julian Lino, né le 4 octobre 1995 à Vannes, est un coureur cycliste français.

## Biographie
Originaire de Vannes, Julian Lino est le fils de Pascal Lino, ancien maillot maillot jaune et cinquième du Tour de France 1992. Passionné par le Tour depuis son enfance, il commence le cyclisme en 2009 vers l'âge de quatorze ans, en catégorie cadets (moins de 17 ans),. 
Après avoir été formé au Vélo Sport de Rhuys, il intègre le Véloce Vannetais en 2012 pour ses débuts juniors (moins de 19 ans). L'année suivante, il se classe septième de la Ronde des vallées et huitième du championnat de France du contre-la-montre juniors. Il est ensuite recruté par le VC Pays de Loudéac en 2014, au moment de faire son entrée chez les espoirs (moins de 23 ans). 
En 2015, il signe au Team Pays de Dinan, composé uniquement de coureurs espoirs. Bon rouleur, il obtient ses premiers succès en première catégorie, principalement dans les contre-la-montre. Il fait finalement son retour à Loudéac en 2017, puis rejoint l'UC Nantes Atlantique en 2018. Avec cette formation, il s'impose notamment sur le Circuit des Deux Provinces. Dans le même temps, il termine ses études en validant son DUT GEA, ce qui lui permet de se consacrer pleinement au vélo. En 2019, il remporte le contre-la-montre du Saint-Brieuc Agglo Tour ainsi qu'une étape et le classement général du Tour de Nouvelle-Calédonie. 
En 2020, il change de nouveau de club et rejoint le CC Nogent-sur-Oise. Au printemps 2021, il se distingue en prenant la quatrième place du championnat de France du contre-la-montre dans la catégorie amateurs. Après cette performance, il intègre la formation Bike Aid au mois de juillet. Il mène également une nouvelle activité de coaching personnalisé à distance. Durant cet été, il termine troisième d'une étape du Kreiz Breizh Elites et dixième du Tour de Roumanie.
Après une seconde saison chez Bike Aid, il est recruté par l'équipe française Nice Métropole Côte d'Azur en 2023. Son contrat avec la formation tricolore n’est pas renouvelé en fin d’année. Il fait le choix de quitter le monde professionnel et d’arrêter les courses sur route pour se consacrer au Gravel.
Il annonce sa retraite sportive au mois d’octobre 2024.

## Palmarès et résultats

### Palmarès par année
- 2012
  -  Champion de Bretagne de poursuite par équipes juniors
- 2013
  -  Champion de Bretagne du contre-la-montre par équipes juniors
  - 3e du Trophée Sébaco Juniors
- 2014
  -  Champion de Bretagne de poursuite
- 2015
  - 2e étape du Tour des Mauges (contre-la-montre)
  - Trophée Noret :
    - Classement général
    - 1re étape (contre-la-montre)

  - Chrono des Achards
- 2016
  - Flèche d'Armor :
    - Classement général
    - 2e étape (contre-la-montre)

  - 1re étape du Circuit du Mené (contre-la-montre)
  - Tour du Pays de Lesneven :
    - Classement général
    - 2e étape (contre-la-montre par équipes)

  - 1re étape du Trophée Noret (contre-la-montre)
- 2017
  - 2e étape de la Flèche d'Armor (contre-la-montre)
  - 1re étape du Circuit du Mené (contre-la-montre)
  - 3e du Circuit du Mené
  - 3e du Prix de la Saint-Laurent Espoirs
- 2018
  - Circuit des Deux Provinces
  - 3e du Saint-Brieuc Agglo Tour
- 2019
  - Tour du Pays de Lesneven
  - 2e étape du Saint-Brieuc Agglo Tour (contre-la-montre)
  - Tour de Nouvelle-Calédonie :
    - Classement général
    - 6ea étape
- 2020
  - Contre-la-montre du Rouillacais
  - Trio Normand (avec Romain Bacon et Sébastien Havot)
  - Chrono des Achards

### Classements mondiaux
| Année                                 | 2021  | 2022  |
| ------------------------------------- | ----- | ----- |
| Classement mondial                    | 1422e | 2117e |
| UCI Europe Tour                       | 1012e | 1327e |
|                                       |       |       |
| Légende : nc = non classéSource : UCI |       |       |